# Tassebo
Djurhemmet Tassebo är ett hem för övergivna katter i Kungshult i Helsingborg. Djurhemmet startades, som det första djurhemmet i staden, 1984 av Birgitta Modig-Annerfjeld och Leif Annerfjeld, Sonja Holsby, Christel Magnusson, Stig och Ingrid Hellman, samt Bertil Möller, flera av dem medlemmar av föreningen Djurens Vänner. Hemmet är beläget i en fastighet vid Kungshult i norra Helsingborg och drivs av Stiftelsen Djurhemmet Tassebo. Det är en ideell verksamhet som är beroende av donationer från privatpersoner då det inte finns något kommunalt stöd och hemmet har runt 500 supportrar. Lokalerna har kapacitet för mellan 45 och 50 katter, men belastningen är hög och ofta överstiger antalet katter kapaciteten. Lediga platser blir det genom att djurvänner adopterar katter. Djurhemmet har förekommit i ett avsnitt av Sveriges Televisions serie Djursjukhuset.